# Craugastor batrachylus
Craugastor batrachylus är en groddjursart som först beskrevs av Taylor 1940.  Craugastor batrachylus ingår i släktet Craugastor och familjen Craugastoridae. IUCN kategoriserar arten globalt som otillräckligt studerad. Inga underarter finns listade i Catalogue of Life.